# جوزف هدالکی
جوزف هدالکی (به انگلیسی: Josef Hladký) (زادهٔ ۱۸ ژوئن ۱۹۶۲) شناگر اهل جمهوری چک است.